# Jan Ślósarski
Jan Ślósarski (ur. 9 lipca 1896 w Soczewce, zm. 14 czerwca 1920 w Warszawie) – oficer armii rosyjskiej, Wojska Polskiego na Wschodzie i Wojska Polskiego w II Rzeczypospolitej, kawaler Orderu Virtuti Militari.

## Życiorys
Urodził się w rodzinie Zygmunta i Władysławy z Sikorskich.
Absolwent Szkoły Realnej im. Konopczyńskiego w Warszawie i student politechniki.
Po wybuchu I wojny światowej wstąpił ochotniczo do wojska rosyjskiego, walczył pod Baranowiczami. Skierowany do Mikołajewskiej Szkoły Artylerii w Kijowie, którą ukończył z wyróżnieniem, awansując jednocześnie do rangi chorążego. Jesienią 1917 wstąpił do I Korpusu Polskiego gen. Józefa Dowbor-Muśnickiego. W styczniu 1918 dostał się do bolszewickiej niewoli.
W listopadzie 1918 wstąpił do odrodzonego Wojska Polskiego i w oddziałach gen. Wacława Iwaszkiewicza walczył w obronie Lwowa.
Skierowany do Szkoły Artylerii Konnej w Rembertowie, ukończył ją w stopniu podporucznika. W składzie 5 dywizjonu artylerii konnej wziął udział w wyprawie kijowskiej.
W czerwcu 1920 został ciężko ranny w bitwie pod Szubówką.
Za bohaterstwo w walce odznaczony został Krzyżem Srebrnym Orderu Virtuti Militari. Nadanie to zostało następnie potwierdzone dekretem Wodza Naczelnego marszałka Józefa Piłsudskiego L. 11434.VM z dnia 3 lutego 1922 roku (opublikowanym w Dzienniku Personalnym Ministerstwa Spraw Wojskowych Nr 2 z dnia 18 lutego 1922 roku).
Zmarł z ran w szpitalu w Warszawie, spoczął na cmentarzu komunalnym we Włocławku. Pośmiertnie awansowany do rangi porucznika.

## Ordery i odznaczenia
- Krzyż Srebrny Orderu Virtuti Militari nr 3777[4]